# Varhanář

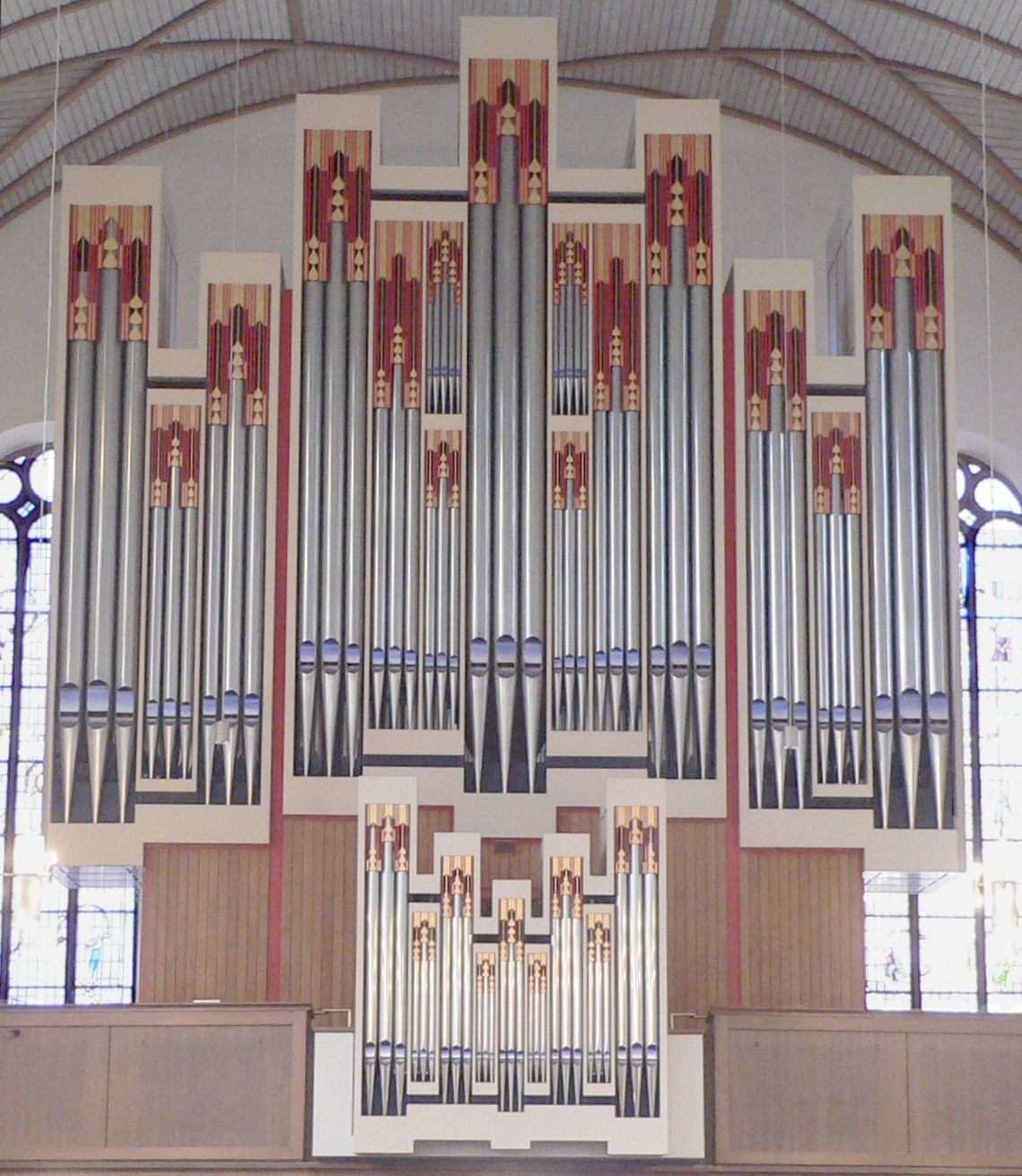
Varhany v chrámu Sv. Kateřiny, Frankfurt nad Mohanem

Varhanář je stavitel varhan. Tím se odlišuje od varhaníka, který je hráčem na varhany.

## Čeští varhanáři
Mezi významné české varhanářské firmy patří Organa Kutná Hora, RIEGER-KLOSS Varhany z Krnova, která je považována za největší varhanářskou firmu na světě a také Varhanářství Vladimíra Šlajcha z Borovanc, či bratři Stehlíkové z Rohatce.
Varhanáři obvykle varhany také opravují, upravují i ladí.